# Бенедикт VI
Бенедикт VI (лат. Benedictus PP. VI, ?, Рим — июнь 974, Рим) — папа римский с 19 января 973 года по июнь 974 года. Его краткий понтификат пришелся на время создания Священной Римской империи и переходный период между правлениями германских императоров Оттона I Великого и Оттона II Рыжего, включая борьбу за власть среди римских аристократических семей, таких как Кресцентии и Тускулани.

## Ранние годы и избрание Папой
Родился в Риме в семье римлянина немецкого происхождения Хильдебранда. Перед тем как стать папой, Бенедикт VI был кардинал-дьяконом в Сан-Теодоро. Был избран папой по протекции императора Оттона I Великого. Бенедикт VI был сторонником Оттона I и 22 сентября 972 года выбран на пост папы после смерти Иоанна XIII, вопреки надеждам римского патрицианского рода Кресцентии, который в период правления Иоанна XIII был у самой вершины власти. Так как необходимо было дождаться подтверждения выбора от императора, только 19 января 973 года Бенедикт VI был посвящён в сан.

## Понтификат и смерть
Данных о понтификате Бенедикта недостаточно. Известно письмо, датированное правлением Бенедикта, от Пилигрима, епископа Пассау, которой просил папу даровать ему паллий епископа, чтобы он мог продолжать свою миссию по христианизации венгров. Однако ответное письмо Бенедикта считается подделкой.
Он также подтвердил привилегии некоторых монастырей и церквей. По просьбе короля Франции Лотаря и его супруги Бенедикт взял монастырь Бландена под папскую защиту. Существует также папская булла Бенедикта, в которой Фредерик, архиепископ Зальцбурга, и его преемники получали статус папских викариев в бывших римских провинциях Верхняя и Нижняя Паннонии и Норик. Однако подлинность и этой буллы оспаривается. В его церковных делах достойно упоминания также основание Пражского архиепископства.
После смерти Оттона I в мае 973 года Бенедикт лишился покровительства в Риме, и на последующий год он был смещен группой дворян под предводительством Кресченци-старшего и кардинала Франко Феруччи (будущего антипапы Бонифация VII). В июне 974 года Бенедикт был заключен в замок Святого Ангела, оплот Кресченци.
Узнав о свержении Бенедикта VI, Оттон II направил имперского представителя, графа Сикко, требуя освобождения папы. Не желая уходить в отставку, Бонифаций приказал священнику по имени Стефан убить Бенедикта, и тот задушил его в тюремной камере.